# Guriq
Guriq / Gorić (cyr. Горић) – wieś w Kosowie, w regionie Prizren, w gminie Malishevë/Mališevo. W 2011 roku liczyła 816 mieszkańców. 